# Alberto II de Meissen
Alberto II el Malvado (en alemán Albrecht der Unartige (der Entartete), Erfurt, ? 1240-13 de noviembre de 1314) fue un noble alemán, Margrave de Meissen y Landgrave de Turingia. Era hijo de Enrique III el Ilustre y Constanza de Austria (hija del duque de Austria Leopoldo VI Babenberg).

## Biografía
Su boda en 1253 con Margarita de Hohenstaufen, hija del emperador Federico II, aportó a la casa de Wettin el territorio de Pleissenland (que atraviesa el río Pleisse, afluente del Elster Blanco) con las ciudades de Altenburgo, Zwickau y Chemnitz. Cuando su padre decidió repartir entre sus hijos algunos de sus territorios, a Alberto como hijo mayor le tocó la mayor porción, el Landgraviato de Turingia. 
En 1270 repudió a su esposa y la encerró en el Castillo de Wartburg para vivir con su amante Cunegunda de Eisenberg. Margarita logró escapar pero poco después murió en Fráncfort (agosto de 1270). Los hijos pequeños de Margarita, Federico y Teodorico van con su tío Dietrich IV el Sabio que los acoge en Lusacia. 
En 1274 se casa con Cunegunda y legitima a su hijo Enrique (conocido como Apitz), nacido en 1270 antes del divorcio de su padre. Al primogénito Enrique (hijo de Margarita) lo hace Señor de Pleissenland pero los hijos menores Federico y Teodorico, que son protegidos por su tío Dietrich hasta que muere en 1284, ven como Apitz se va convirtiendo en el preferido y posible heredero, y comienzan a disputar con su propio padre, al cual cercan en su Castillo de Wartburg. 
Cuando Enrique III el Ilustre muere en 1288, las disputas familiares por su herencia se convierten en guerras. Alberto se alía con su sobrino Federico Tuta, hijo de Dietrich, y se reparten la marca entre ambos, más tarde le vende a Federico su parte de la Marca de Meissen. Sin embargo, es derrotado por sus hijos a los que debe ceder los derechos sobre la marca. Asimismo los reyes alemanes Adolfo de Nassau y Alberto I de Habsburgo pretenden los territorios de Turingia.
Con la muerte de Cunegunda, y su casamiento en 1290 con la suegra de su hijo, Isabel de Orlamünde, ambos se reconcilian y Alberto nombra a su hijo heredero y este le sucederá en Turingia en 1307.

## Títulos
- Landgrave de Turingia (1265-1307)
- Conde Palatino de Sajonia (1265-1307)
- Margrave de Meissen-Lusacia (1288-1292)

## Matrimonios
1. Margarita de Hohenstaufen, hija del emperador Federico II
2. Cunegunda de Eisenberg
3. Isabel de Orlamünde

### Descendencia
Con Margarita tuvo a:
1. Enrique (Señor de las Pleissnerlands),
2. Federico I el Mordedor
3. Teodorico, llamado en alemán Dietzmann, de Baja Lusacia
4. Inés (casada con Enrique I Duque de Braunschweig-Grubenhagen)

Con Cunegunda tuvo a:
1. Enrique (Señor de Tenneberg)
2. Isabel (casada con Enrique III de Frankenstein)